# Dexter: New Blood
Dexter: New Blood är en amerikansk kriminaldramaserie som hade premiär den 7 november 2021, och avslutades den 9 januari 2022. Serien, som består av 10 avsnitt, är skapad av Clyde Phillips.

## Handling
Serien handlar om seriemördaren Dexter Morgan som efter att ha hållit sig gömd i 10 år visar sig igen.

## Rollista (i urval)
- Michael C. Hall - Dexter Morgan
- Jack Alcott - Harrison Morgan
- Julia Jones - Angela Bishop
- Johnny Sequoyah - Audrey Bishop
- Alano Miller - Sergeant Logan
- Jennifer Carpenter - Debra Morgan
- Clancy Brown - Kurt Caldwell
- David Zayas - Angel Batista
- John Lithgow - Arthur Mitche
- Katy Sullivan - Esther
- Michael Cyril Creighton - Fred Jr.
- Gizel Jiménez - Tess
- Jamie Chung - Molly Park
- Shuler Hensley - Elric